# 景山潤一郎
景山 潤一郎（かげやま じゅんいちろう、1976年12月14日 - ）は、日本のボーカリスト、シンガーソングライター。ライブハウスで子供食堂の主催者。文筆家。血液型はA型。岡山県岡山市出身。活動拠点は東京。2023年6月24日をもって手術を伴う心臓疾患の治療に専念する為にライブ等の音楽活動を休止。2024年5月22日に発売されたTHE PRISONERのミニ・アルバム"REVIVAL"で復帰。ライブ活動も体調を考慮しながら再開された。

## 概要
幼くして父親が自死、後を追うように母親は病死、兄弟はいなく天涯孤独の身。岡山の養護施設出身。高校中退前に地元の岡山でバンド活動をはじめる。養護施設時代にパンクを知り開眼する。1994年上京後、パンクバンドを結成してレコードデビュー。
景山潤一郎という名前は本名である。CD等の音源作品での表記は"JUNICHILOW"だがDJや一部連載では"明媚朋朗"と名乗る事がある。
現在はザ・プリズナーのヴォーカル、ソングライティング、デザイン、運営担当、レコード会社（リリース）はディスクユニオンのDIWPHALANXに所属している。
音楽ライター、執筆家としても活動しながら東京都新宿区にあるライブハウス｢ZONE-B｣にてライブハウスで子供食堂を定期的に開催している。
VILLAINY PRISON RECORDS（ヴィレニープリズンレコーズ）の主催者であり代表でもある。
親い人に限り依頼があればデザインも提供している。(英国のOi!、ストリート・パンクの英雄であるCOCK SPARRERの日本盤ファーストLPの帯や日本のOi!バンド、コブラのTシャツ等)

## 経歴
- 1991年〜1993年、高校で出会った仲間とバンド「CONNECTION」（コネクション）を結成して活動。（ザ・プリズナーのギタリストであるOSAMU在籍）
- 1994年〜1997年、東京に上京し「THE JAPS」（ザ・ジャップス）を結成して活動。（現在のザ・プリズナーのギタリストであるOSAMU在籍）
- 1998年〜2004年、The Discocksのメンバー達と「THE AVOIDED」（ジ・アヴォイデッド）を結成して活動。
- 2004年～THE AVOIDEDが変名する形でTHE PRISONERが始動、現在に至る。
- 2023年6月24日をもって手術を伴う心臓疾患の治療に専念する為にライブ等の音楽活動を休止する。
- 2024年5月22日、THE PRISONER名義のミニアルバム「REVIVAL」をリリースし、体調を考慮しながら音楽活動を再開。

## リリース作品（ザ・プリズナー以外の作品）
- 1994年 THE JAPS 「全身全霊STREET」 DEMOカセットテープ （キリンビールレコード）
- 1996年 THE JAPS 2曲収録「LET'S GO TOKYO PUNK」 コンピレーションLP（12インチ）（大門レコード）
- 1997年 THE JAPS 「LIVE AND LOUD」 DEMOカセットテープ (キリンビールレコード）
- 1998年 THE AVOIDED 「THE AVOIDED」 DEMOカセットテープ (THE AVOIDED RECORDS)
- 1999年 THE AVOIDED 「LEAVE ME ALONE」 ７インチレコード/シングル (THE AVOIDED RECORDS)
- 1999年 THE AVOIDED 「FULL OF DANCING FEET」 DEMOカセットテープ (THE AVOIDED RECORDS)
- 2000年 THE AVOIDED 「THAT'S MY LIFE」 ７インチレコード/シングル (THE AVOIDED RECORDS)
- 2001年 THE AVOIDED 「YOU AND ME E.P.」 12インチレコード/シングル (THE AVOIDED RECORDS)
- 2002年 THE AVOIDED 「THE KIDZ DON'T CARE」 ７インチレコード/シングル (POGO77)
- 2003年 THE AVOIDED 「WRITING ON THE WALL」 ７インチレコード/シングル (HG FACT)
- 2004年 THE AVOIDED 「TABOO」 CDアルバム（HG FACT）
- 2004年 THE AVOIDED 「SONG OF THE FAILURE」 カセットシングル（HG FACT）
- 2004年 THE AVOIDED 1曲提供「Oi! PURE IMPACT」 CD/12インチレコード (RADIO UNDERGROUND）
- 2005年 THE AVOIDED 1曲提供「Oi! IT'S YOURS」 CD (RADIO UNDERGROUND)
- 2012年 THE JAPS/CONNECTION 7曲収録「実禄CD&DVD ビッグランブル・ドキュメント VOL.3」CD/DVD (BIG RUMBLE PRODUCTION)
- 2016年 THE AVOIDED THE EARLY YEARS 1998-2002 CD (VILLAINY PRISON RECORDS)
- 2021年 THE JAPS 5曲収録「LET'S GO TOKYO PUNK re-issue」2枚組CD (VILLAINY PRISON RECORDS)

## ソングライティング提供

### NANA GNAR GNAR アルバム
- APOLLO（2013年3月20日）（DIWPHALANX）

### NANA GNAR GNAR ミニ・アルバム
- FALLIN ANGEL ON THE FENCE（2010年12月8日）（DIWPHALANX）
- BEAUTY AND FRENZY（GASOLINEとのスプリットミニアルバムCD）（2011年12月21日）（DIWPHALANX）
- VILLAINY PRISON PUNK CHARTBUSTERS（2018年2月24日/コンピレーションCD「TIME AFTER TIME」日本語版収録）（VILLAINY PRISON RECORDS）

### VANQUISH SOUND ENTERPRISE アルバム
- VSE3（2011年11月23日）（MCR COMPANY)

## ザ・プリズナー リリース作品

### シングル
- BARBEDWIRE AND THE DREAMS（2010年03月19日）500枚限定/７インチレコード（DIWPHALANX）
- REBELS WITH A CAUSE（2010年12月22日） 500枚限定/７インチレコード（DIWPHALANX）
- METEOR（2014年5月21日）CDシングル（DIWPHALANX）
- TRIBUTE TO IWATA STRUMMER（2018年1月31日） 500枚限定/７インチレコード（VILLAINY PRISON RECORDS/DUMB RECORD）
- KEEP ON ROLLING e.p.（2023年2月10日）"Dive To Brave New World Tour 2022" Tour Finalの新宿ロフト（2023年2月5日）にて無料配布。WEB SHOPのみで2月10日から販売開始。

### アルバム（CD）
- LOOKIN’FOR A LOVE（2006年4月21日）（VILLAINY PRISON RECORDS）
- CHAOS TOKYO（2007年11月6日）（VIVID SOUND）
- SOUL SURVIVOR（2009年4月15日）（VIVID SOUND）
- RATS AND CROWS（2010年4月2日）（DIWPHALANX）
- BELIEVE（2012年3月21日）（DIWPHALANX）
- REBEL TRAIN（2014年7月23日）（DIWPHALANX）
- PRISM（2016年1月13日）（DIWPHALANX）
- GREATEST HITS -COVERS-（2017年2月8日）（VILLAINY PRISON RECORDS）
- 名もなき世代 -EMANONAGE-（2018年9月20日）（DIWPHALANX）
- THE VERY BEST OF THE PRISONER 2004-2018（2019年3月6日）（DIWPHALANX）
- THE PRISØNER（2019年6月19日）（DIWPHALANX）
- BRAVE NEW WORLD（2022年7月20日）（DIWPHALANX)

### ミニ・アルバム（CD）
- START（2013年4月24日）（DIWPHALANX）
- LORELEY（2020年10月21日）（DIWPHALANX）
- REVIVAL（2024年5月22日）（DIWPHALANX)

### DVD
- DOCUMENTARY 2010 LIVE AND LOUD（2010年12月8日）（DIWPHALANX）
- Bollocks TV Vol.01（LETTER PV 収録）（2013年7月15日）
- Bollocks TV Vol.03（景山潤一郎「俺ならこれ聴くね」収録）（2013年12月27日）
- POWER STOCK in MIYAKO 2013（COLOURS、LETTERライブ映像 収録）（2014年7月2日）
- ハードコアパンクなめんなよ 番外編（DO ANYTHING YOU WANNA DO ライブ映像 収録）（2014年8月）
- Bollocks TV Vol.04（漂流銀河、LETTERライブ＋トーク映像 収録）（2014年12月25日）
- KAPPUNK（STAY PUNK収録）（2015年3月28日〜29日）
- KAPPUNK KAWASAKI CLUB CHITTA（I'M FASHION PUNKS TOO収録）（2015年10月12日）
- PRISM TOUR 2016 FINAL 代官山UNIT ONE MAN GIG（2016年12月21日）（DIWPHALANX）
- KAPPUNK（STILL DREAMIN'収録）（2018年10月6日～8日）
- KAPPUNK（BRAVE NEW WORLD収録）（2022年10月10日）

### LP（12インチレコード）
- REBEL TRAIN（2015年4月22日）（DIWPHALANX）

## 執筆関係

### 関連書籍
- 「Pounds Magazine」表紙： 景山潤一郎特集（2012年8月号、パウンズマガジン社）
- 『my dearest dear』 親愛なる君へ 景山潤一郎著（2013年11月15日、パウンズマガジン社）
- 「実話ナックルズ」 景山潤一郎特集「魂のパンクロッカー」（2013年12月号、ミリオン出版）
- 「INDIES ISSUE Vol.70」表紙：景山潤一郎特集（2014年7月31日、ビスケット出版） ISBN 978-4434195204
- 「ロックドキュメンタリー映画祭」（2016年5月10日、河出書房新社）
- 「EDGE -WEST SIDE PUNK MAGAZINE」景山潤一郎 1万文字インタヴュー（2018年 WJP MAGAZINE)
- ｢JUNICHILOW DESIGN WORKS｣ 景山潤一郎 デザイン集（2021年3月12日 初版第1刷、VILLAINY PRISON BOOKS）
- ｢JUNICHILOW DESIGN WORKS｣ 景山潤一郎 デザイン集（2021年3月13日 初版第2刷、VILLAINY PRISON BOOKS）
- ｢JUNICHILOW DESIGN WORKS｣ 景山潤一郎 デザイン集（2021年3月19日 第2版第1刷、VILLAINY PRISON BOOKS）

### 日本盤レコード/CDナイナーノーツ
- NEWTOWN NEUROTICS 「BEGGARS CAN BE CHOOSERS」CD日本盤ライナーノーツ（2004年7月29日発売）VIVID SOUND
- Oi ! THE ALBUM 「DISK UNIONの日本盤シリーズ」CD日本盤ライナーノーツ（2010年1月6日）DISK UNION
- STRENGTH THRU Oi ! 「DISK UNIONの日本盤シリーズ」CD日本盤ライナーノーツ（2010年7月28日）DISK UNION
- CARRY ON Oi ! 「DISK UNIONの日本盤シリーズ」CD日本盤ライナーノーツ（2010年9月29日）DISK UNION
- THE LAST RESORT ”-A WAY OF LIFE- SKINHEAD ANTHEMS” 「DISK UNIONの日本盤シリーズ」CD日本盤ライナーノーツ（2010年9月29日）DISK UNION

この日本盤にはオリジナル盤と同じ様にラストリゾート・ショップの冊子ミニカタログが初回特典だった。監修は景山潤一郎。
- COCK SPARRER ”SHOCK TROOPS” 「DISK UNIONの日本盤シリーズ」CD日本盤ライナーノーツ（2011年7月20日）DISK UNION
- THE OPPRESSED ”GREATEST BOOTSTOMPIN' HITS” CD日本盤ライナーノーツ（2015年4月30日）BOOTSTOMP RECORDS
- 4SKINS ”THE GOOD, THE BAD & THE 4SKINS” CD日本盤ライナーノーツ（2020年3月15日）BLACKSTAR RECORDS

16,000字ライナーノーツ16pageブックレット仕様。1984年にVAPから発売され日本でのパンク・ブームを牽引した伝説のシリーズ"PUNKS NOT DEAD"の復活第一弾。
- COCK SPARRER ”SHOCK TROOPS”LP　日本盤ライナーノーツ（2021年2月17日）※ライナーノーツはDISK UNION特典。

### 雑誌

#### シンコーミュージック・エンターテイメント発刊の音楽誌「BOLLOCKS」長編連載と海外バンドのレヴュー、インタヴュー
- （2012年3月15日発売 No.001）英国伝説的な労働者階級パンク・バンドのエンジェリック・アップスターツ特集＆ディスクレヴュー。メンシ（ボーカル）インタヴュー（景山潤一郎）
- （2013年11月27日発売 No.011）ブログ本「MY DEAREST DEAR ～親愛なるキミへ～景山潤一郎著」特集
- （2013年11月27日発売 No.013）YUICHI氏（ANGER FLARES/BOLLOCKS編集長）と景山潤一郎対談
- （2014年7月10日発売 No.014）ミッキー・フィッツ（英国の伝説的Oi! ザ･ビジネスのボーカル）インタヴュー（景山潤一郎）
- （2014年1月27日発売 No.012）ロイ・ピアース（英国の伝説的Oi! ザ･ラスト・リゾートのボーカル） インタヴュー（景山潤一郎）
- （2015年9月26日発売 No.021）景山潤一郎のGREATEST HITS！Vol.1～COCK SPARRER特集－イーストエンドからキングスロードへの返答ー
- （2015年11月28日発売 No.022）景山潤一郎のGREATEST HITS！Vol.2～STRENGTH THRU Oi!－The rise and fall of Oi! オイ！の繁栄と衰退ー
- （2016年1月30日発売 No.023）景山潤一郎のGREATEST HITS！Vol.3～THE LAST RESORT特集
- （2016年3月26日発売 No.024）景山潤一郎のGREATEST HITS！Vol.4～大阪TRUEFORCE特集
- （2016年5月28日発売 No.025）景山潤一郎のGREATEST HITS！Vol.5～SPIRIT OF '76 ロンドンを中心としたスキンヘッド・リヴァイヴァル特集
- （2016年7月28日発売 No.026）景山潤一郎のGREATEST HITS！Vol.6～CLASS OF '94 東京を中心として爆発したストリートパンク・ムーヴメント特集
- （2016年7月28日発売 No.026）イースタン・ユース吉野寿とオイ・スカルメイツのワタルバスターのインタヴュー（景山潤一郎）
- （2016年9月26日発売 No.027）景山潤一郎のGREATEST HITS！Vol.7～サウスオール暴動以降のOi!衰退期 -そこには情熱に溢れるスキンヘッド達が居た-
- （2016年11月26日発売 No.028）景山潤一郎のGREATEST HITS！Vol.8～何故スキンヘッドは思想集団と暴力の象徴になってしまったのか
- （2017年1月30日発売 No.029）景山潤一郎のGREATEST HITS！Vol.9～THE 4SKINS特集
- （2017年3月18日発売 No.030）景山潤一郎のGREATEST HITS！Vol.10～連載10回目記念 自分自身の暴動（前編）
- （2017年5月20日発売 No.031）景山潤一郎のGREATEST HITS！Vol.11～連載10回目記念 自分自身の暴動（後篇）
- （2017年7月22日発売 No.032）景山潤一郎の君よキョロキョロするなよ！Vol.00～今、世界に愛とカヴァーが足りな過ぎる！
- （2017年9月30日発売 No.033）景山潤一郎の君よキョロキョロするなよ！Vol.01～たかが歌詞。されど歌詞。音やスタイルと同じ様に歌詞は物凄く大切なんだ
- （2017年11月25日発売 No.034）景山潤一郎の君よキョロキョロするなよ！Vol.02～タムラ・モータウンからパンクまで
- （2017年11月25日発売 No.034）ミッキー・ゲッグス（英国Oi!をクリエイトしたコックニー・リジェクツのギタリスト）インタヴュー（景山潤一郎）
- （2018年1月27日発売 No.035）景山潤一郎の君よキョロキョロするなよ！Vol.03～あれから24年。今こそザ・クラッシュ（前編）
- （2018年3月26日発売 No.036）景山潤一郎の君よキョロキョロするなよ！Vol.04～あれから24年。今こそザ・クラッシュ（後篇）
- （2018年5月23日発売 No.037）景山潤一郎の君よキョロキョロするなよ！Vol.05～REAL ENEMY -本当の敵は誰だ？
- （2018年7月19日発売 No.038）景山潤一郎の君よキョロキョロするなよ！Vol.06～これがパンクと呼ばれた映像作品達だ！
- （2018年9月22日発売 No.039）景山潤一郎の君よキョロキョロするなよ！Vol.07～たかがストリート・パンク、されどストリート・パンク
- （2018年11月22日発売 No.040）景山潤一郎の君よキョロキョロするなよ！Vol.08～モッド・リバイバル　1979年の真実
- （2019年1月30日発売 No.041）景山潤一郎の君よキョロキョロするなよ！Vol.09～平成最終章ライブハウス列伝
- （2019年3月25日発売 No.042）景山潤一郎の君よキョロキョロするなよ！Vol.10〜平成最終章レコード・ショップ列伝
- （2019年5月31日発売 No.043）景山潤一郎の君よキョロキョロするなよ！Vol.11〜平成を駆け抜けた店舗型アパレル列伝
- （2019年7月31日発売 No.044）景山潤一郎の君よキョロキョロするなよ！Vol.12～今こそスモール・フェイセス最強説を！(前編)
- （2019年9月28日発売 No.045）景山潤一郎の君よキョロキョロするなよ！Vol.13～今こそスモール・フェイセス最強説を！(後編）
- （2019年11月30日発売 No.046）景山潤一郎の君よキョロキョロするなよ！Vol.14～ユース・カルチャーって何の事？(前編)
- （2020年1月31日発売 No.047）景山潤一郎の君よキョロキョロするなよ！Vol.15～ユース・カルチャーって何の事？(中編)
- （2020年3月30日発売 No.048）景山潤一郎の君よキョロキョロするなよ！Vol.16～ユース・カルチャーって何の事？(後編)
- （2020年5月29日発売 No.049）景山潤一郎の君よキョロキョロするなよ！Vol.17～読書！読書！読書！パンクに影響を与えたイギリス古典文学3選
- （2020年7月31日発売 No.050）景山潤一郎の君よキョロキョロするなよ！Vol.18～ベスト盤やライブ盤ってどうなの？
- （2020年9月30日発売 No.051）景山潤一郎の君よキョロキョロするなよ！Vol.19～パンクでラブ・ソングはNGでしょ
- （2020年11月30日発売 No.052）景山潤一郎の君よキョロキョロするなよ！Vol.20～今こそロック創造者達の声を聞け
- （2021年1月29日発売 No.053）景山潤一郎の君よキョロキョロするなよ！Vol.21～それでもパンクがSTILL NO.1だ！（前編）
- （2021年3月29日発売 No.054）景山潤一郎の君よキョロキョロするなよ！Vol.22～それでもパンクがSTILL NO.1だ！（後編）
- （2021年5月28日発売 No.055）景山潤一郎の君よキョロキョロするなよ！Vol.23～大きなターニング・ポイントになったCARRY ON Oi！考察（前編）
- （2021年7月30日発売 No.056）景山潤一郎の君よキョロキョロするなよ！Vol.24～大きなターニング・ポイントになったCARRY ON Oi！考察（後編）
- （2021年9月30日発売 No.057）景山潤一郎の君よキョロキョロするなよ！Vol.25～Oi! Oi! That's Yer Lot!ってヤッパ最高でしょ！（前編）
- （2021年11月29日発売 No.058）景山潤一郎の君よキョロキョロするなよ！Vol.26～Just Another Punk!! 混沌の90年代に爆誕した"LET'S GO TOKYO PUNK""という現象
- （2022年1月31日発売 No.059）景山潤一郎の君よキョロキョロするなよ！Vol.27〜Oi! Oi! That's Yer Lot!ってヤッパ最高でしょ！（中編）
- （2022年3月31日発売 No.060）景山潤一郎の君よキョロキョロするなよ！Vol.28〜Oi! Oi! That's Yer Lot!ってヤッパ最高でしょ！（後編）
- （2022年3月31日発売 No.060）THE STAR CLUB45周年記念　HIKAGE氏と対談形式10000文字インタヴュー（景山潤一郎）
- （2022年5月31日発売 No.061）景山潤一郎の君よキョロキョロするなよ！Vol.29〜天使のような成り上がり者達。メンシよ！永遠なれ！（前編）
- （2022年7月30日発売 No.062）景山潤一郎の君よキョロキョロするなよ！Vol.30〜天使のような成り上がり者達。メンシよ！永遠なれ！（後編）
- （2022年9月30日発売 No.063)  景山潤一郎の君よキョロキョロするなよ！Vol.31〜Read between the lines. Feel between the signs. HIKAGEの歌詞の行間を読め！兆候を感じ取れ！〜（前編）
- （2022年11月30日発売 No.064)  景山潤一郎の君よキョロキョロするなよ！Vol.32〜Read between the lines. Feel between the signs. HIKAGEの歌詞の行間を読め！兆候を感じ取れ！〜（後編）
- （2023年1月31日発売No.065) 景山潤一郎の君よキョロキョロするなよ！ Vol.33～今こそ本懐を遂げよ！サリドマイド薬害がテーマのウルトラ衝撃グラフィック・ノベル"SKIN"よ！～（前編）
- （2023年3月30日発売No.066) 景山潤一郎の君よキョロキョロするなよ！ Vol.34～今こそ本懐を遂げよ！サリドマイド薬害がテーマのウルトラ衝撃グラフィック・ノベル"SKIN"よ！～（後編）
- （2023年3月30日発売No.066) MY ONLY LINER NOTES 第15回 Vol.15 〜景山潤一郎（THE PRISONER）が語るCock Sparrer〜
- （2023年5月31日発売No.067) 景山潤一郎の君よキョロキョロするなよ！ Vol.35〜スキンヘッド・アーティスト、鬼才ミック・ファーバンクが作品に込めた悲しき願い。前編〜
- （2023年7月31日発売No.068) 景山潤一郎の君よキョロキョロするなよ！ Vol.36〜スキンヘッド・アーティスト、鬼才ミック・ファーバンクが作品に込めた悲しき願い。後編〜
- （2023年9月29日発売No.069) 景山潤一郎の君よキョロキョロするなよ！ Vol.37〜You're My Guitar Hero ! 俺の憧れのスキンヘッド・ギタリスト 前編〜
- （2023年11月29日発売No.070) 景山潤一郎の君よキョロキョロするなよ！ Vol.38〜You're My Guitar Hero ! 俺の憧れのスキンヘッド・ギタリスト 後編〜
- （2024年1月31日発売No.071) 景山潤一郎の君よキョロキョロするなよ！Vol.39〜They Ain't Got No Roots Rock Rebel そこに「愛」はありますか？〜
- （2024年3月29日発売No.072) 景山潤一郎の君よキョロキョロするなよ！Vol.40〜世界初のスキンヘッド・バンドは スレイドでいいですか？ 前編〜
- （2024年5月31日発売No.073) 景山潤一郎の君よキョロキョロするなよ！Vol.41〜世界初のスキンヘッド・バンドは スレイドでいいですか？ 後編〜
- （2024年7月31日発売No.074) 景山潤一郎の君よキョロキョロするなよ！Vol.42〜世界初のスキンヘッド・バンドは スレイドでいいですか？ 最終章〜
- （2024年9月28日発売No.075) 景山潤一郎の君よキョロキョロするなよ！Vol.43〜セックス・ピストルズのギタリスト、スティーヴ・ジョーンズは熱心なスキンヘッドだった！前編〜
- （2024年11月29日発売No.076) 景山潤一郎の君よキョロキョロするなよ！Vol.44〜セックス・ピストルズのギタリスト、スティーヴ・ジョーンズは熱心なスキンヘッドだった！後編〜

#### 他雑誌
- はみだし者の地平線 "Zone-B zine"（景山潤一郎）（2009年から連載中）
- FOLLOW-UP VOL.96 "自分自身の暴動を起こせ（読切り半生記）"（景山潤一郎）（2011年4月発売）DISK UNION

## 出演

### 映画
- トーキョー情歌　ふるえる乳首（2018年10月19日、オーピー映画）‐ユート役[2]
  - まん・なか You’re My Rock（2019年8月29日公開、オーピー映画）※トーキョー情歌～の一般公開編集版[3][4]